# 紀元前18世紀

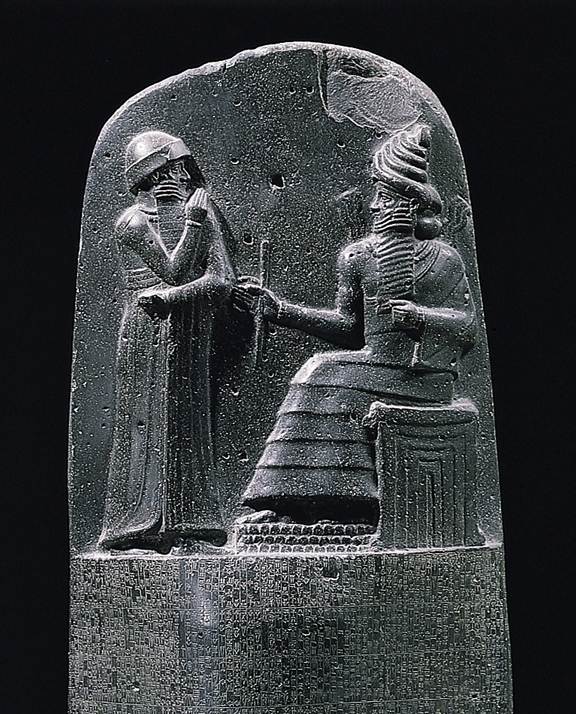
「ハンムラビ法典」。右側に座った太陽神シャマシュに立ち姿で向かい合うのがハンムラビ王。現在はパリのルーヴル美術館所蔵となっている。

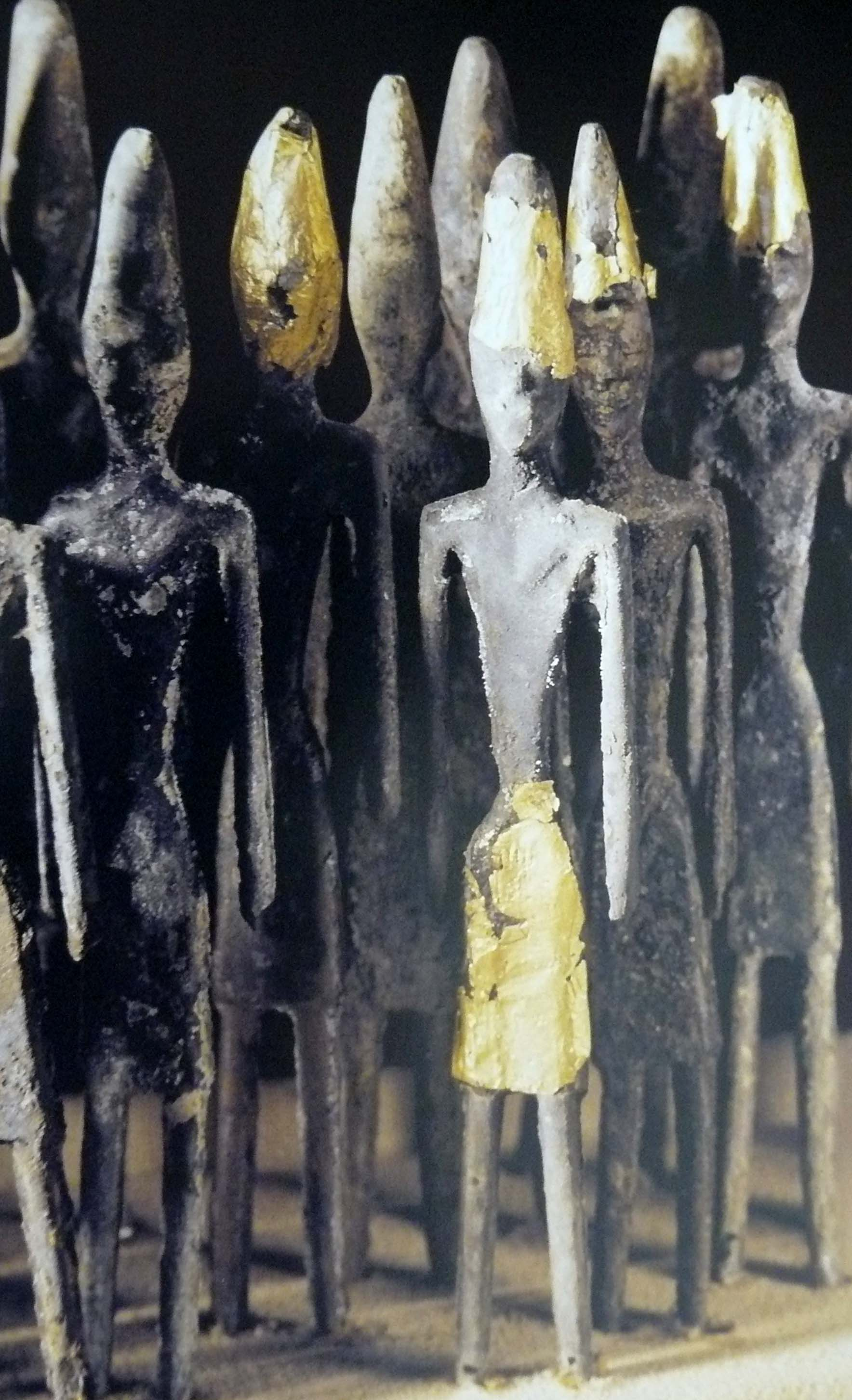
都市国家ビブロス。地中海東岸ではカナン人がビブロスほか幾つもの都市国家を形成していた。画像は紀元前19 - 18世紀に作られたオベリスク神殿出土の奉献用の鍍金青銅小像「ビブロスの小像（ベイルート国立博物館蔵）」。

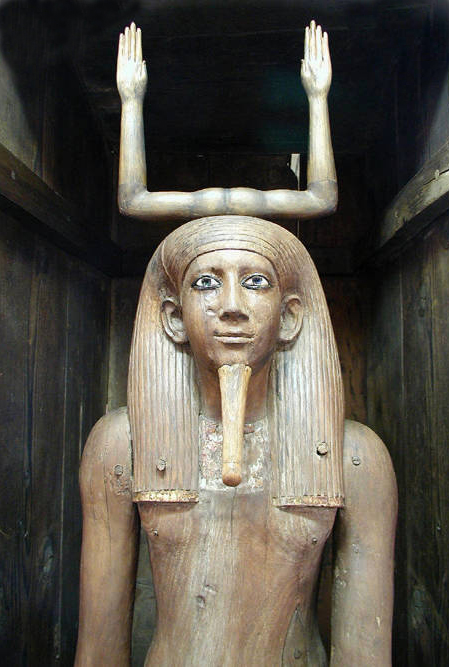
エジプト第13王朝ホル王の魂（カー）の像。第13王朝は第2中間期に属し王権は安定を欠きホル王も短期間しか王位になかったが、カイロのエジプト考古学博物館所蔵のこの像はこの時代を代表する木製の像として有名である。

紀元前18世紀（きげんぜんじゅうはちせいき）は、西暦による紀元前1800年から紀元前1701年までの100年間を指す世紀。

## できごと

### 紀元前1800年代
- 紀元前1800年前後
  - タリム盆地の楼蘭鉄板河遺跡のミイラ「楼蘭の美女」が埋葬される。
  - クレタ島で線文字Aが用いられる（中期ミノア期・古宮殿時代）。
  - 地中海東岸のビブロスでビブロス文字が用いられる（ - 紀元前1500年頃）。
- 紀元前1800年頃
  - トルコのカマン・カレホユック遺跡（英語版）で鉄滓が出現する。
  - インダス文明衰退後のインド各地で文化の地方化が進む。
    - パンジャーブのH墓地文化（英語版）、ガンガー・ヤムナー・ドアーブ地方の赭色土器文化（英語版）（埋蔵銅器文化（英語版））などがそれにあたる。

  - ウラル川上流域のシンタシュタ遺跡が形成される（シンタシュタ・ペトロフカ・アルカイム文化）。
    - クルガン（墳丘）に車輪付きのチャリオット（戦闘用馬車）が副葬されたことで知られる。

  - デンマークの「トロンハイムの太陽の馬車（英語版）（デンマーク国立博物館蔵）」が作られる（ - 紀元前1600年頃）。
  - スペイン・アンダルシア州マラガ県アンテケーラ近郊にあるエル・ロメラル遺跡が建設される。
- 紀元前1800年頃 - 紀元前1750年頃
  - バビロニアで出土した「バーニーの浮彫（夜の女王）（大英博物館蔵）」が作られる。
  - イベリア半島南東部アルメリア州で青銅器文化が成立する（エル・アルガール文化（英語版））。

### 紀元前1780年代
- 紀元前1787年頃 - アムル人（アモリ人）がウルクとイシンを征服（ - 紀元前1784年頃）。
- 紀元前1786年頃 - エジプトで第12王朝の終わり、第13王朝と第14王朝の始まり。
- 紀元前1781年頃
  - 古アッシリア王国のシャムシ・アダド1世が死去。
  - シャムシ・アダド1世の息子ヤスマフ・アダドに支配されていたマリをジムリ・リムが奪回。
    - ジムリ・リムがマリ王となり王国の文書庫を整備し書簡や行政文書の粘土板を収集する（「マリ文書」）。
    - 王宮に「ジムリ・リム王の即位式の壁画（英語版）（ルーヴル美術館蔵）」が作られる。

### 紀元前1760年代
- 紀元前1766年頃 - 中国で殷（商）王朝が興り、夏王朝を滅ぼす。
- 紀元前1764年頃 - メソポタミアでアムル人のハンムラビ王による戦争（ - 紀元前1750年頃）。
- 紀元前1762年頃 - ハンムラビがエシュヌンナ・アッシリアを征服する

### 紀元前1750年代
- 紀元前1759年頃 - ハンムラビがマリを攻略し、ジムリ・リムを倒す。
- 紀元前1757年頃 - バビロン第1王朝のハンムラビのエシュヌンナの攻略。
  - ハンムラビによる全メソポタミアの統一。イシン・ラルサ時代の終わり。
  - この王の治世は40年近く及び、この王のもとで『ハンムラビ法典』が編纂される。
  - このころバビロンの都市神マルドゥクを主神とした叙事詩『エヌマ・エリシュ』がまとめられる。
- 紀元前1750年頃
  - ヒクソスがエジプト北部を占領。
  - バビロン第1王朝のハンムラビ王が死去、サムス・イルナ王が継承するが求心力を失う。
  - ヤムハド王アッバエルに対し兄弟ヤリム・リム2世が反乱を起こし、都のハルペ(現アレッポ)が破壊される。
  - アラスカ半島のベニアミノフ山が火山爆発指数6の大噴火。

### 紀元前1740年代
- 紀元前1749年頃 - メソポタミアで反乱（ - 紀元前1712年）。

### 紀元前1730年代
- 紀元前1732年頃 - シュメール地方のニップルでイルマ・イルが独立（「海の国」第1王朝・バビロン第2王朝）。
- 紀元前1730年頃 - エジプト第13王朝の最盛期をもたらしたセベクヘテプ4世が即位。

### 紀元前1700年代
- 紀元前1700年頃
  - ミノア内乱。
  - 中央ヨーロッパで青銅器時代のトシュチニェツ文化が始まる。

## 人物
- ハンムラビ（紀元前18世紀） - バビロニア帝国の王（中年代法）
- ジムリ・リム（紀元前18世紀） - シリアのマリ王国の王・「マリ文書」を整備
- ピトハナ（紀元前18世紀） - 記録に残る最古のヒッタイト王（クッシャラの王）
- アニッタ（紀元前18世紀） - ヒッタイト王・ピトハナの息子・ハッティ人を征服しハットゥシャシュを占領